# Покушение на Франца фон Папена
Покушение на Франца фон Папена — одна из известных спецопераций советских спецслужб времён Великой Отечественной войны.

## Предыстория
В 1939—1944 годах Франц фон Папен являлся послом Германии в Турции. Данный политический деятель беспокоил высшее руководство Советского Союза тем, что были замечены его контакты с англичанами на предмет заключения мира. Из донесений разведки стали известны планы некоторых германских высших кругов свергнуть Гитлера и поставить во главе Германии именно фон Папена, а затем заключить мирный договор с Англией. 18 июня 1942 года Сталин распорядился ликвидировать фон Папена.

## Ход операции
Разработка и организация покушения на фон Папена была возложена на заместителя начальника 4-го управления НКВД Наума Эйтингона и началась ещё до начала войны на советско-германском фронте, после того, как Сталин отдал распоряжение о ликвидации и все приготовления к операции были окончены, осенью 1941 года Эйтингон под фамилией Наумов с группой помощников и требуемой материальной базой прибыли в Анкару. Туда же под фамилией Павлов прибыл советский разведчик Георгий Мордвинов. В операции был задействован ещё ряд сотрудников НКВД и ГРУ. В частности, изготовлением бомбы для ликвидации фон Папена занимался один из ведущих в НКВД разработчиков оперативной техники А. Э. Тимашков. Было решено, что в качестве исполнителей ликвидации будет выступать группа болгарских боевиков, работающих на НКВД.
24 февраля 1942 года болгарский боевик турецкого происхождения Омер Токата попытался убить фон Папена. В 10 часов утра на бульваре Ататюрка он приблизился к направляющемуся в немецкое посольство фон Папену и попытался бросить в него бомбу — бомба, замаскированная под приёмник «Телефункен», взорвалась у него в руках (эвакуировать его не представлялось целесообразным, поэтому живым руководству операции он был не нужен, и данные ему инструкции по выходу с места преступления были в действительности дезинформацией). Этим взрывом сам боевик был убит, также несколько человек ранено, но так как во время взрыва он находился на расстоянии большем, чем рассчитанное при планировании покушения, сам фон Папен и его жена, находившиеся на другой стороне улицы, были лишь сбиты с ног взрывной волной. Буквально через минуту после взрыва они уже поднялись на ноги.

## Последствия
Через два дня были задержаны сообщники Омера Токаты, беженцы, получившие турецкое гражданство: парикмахер Сулейман Сагол и студент медицинского университета Абдуррахман Сайман. В результате трехдневного допроса они дали показания, которые позволили установить причастность к покушению граждан СССР Павлова (Мордвинова), который занимал должность торгового атташе в советском консульстве, и Корнилова. Турецкие власти потребовали от советского посольства выдачи Павлова. Советская сторона отказалась это сделать, после чего советское посольство было взято в осаду и был предъявлен ультиматум о выдаче Павлова в течение трех дней. На третий день этот срок был продлен еще на один день. На четвертый день Павлов (Мордвинов) был выдан. Корнилов, был арестован утром 5 марта 1942 года в Кайсери, когда он садился на поезд, чтобы покинуть Турцию. 
1 апреля 1942 года начался судебный процесс по делу о покушении. 17 июня того же года суд вынес приговор: 20 лет тюремного заключения Корнилову и Павлову (Мордвинову) за организацию покушения, 10 лет заключения Саголу и Сайману  за пособничество. На решение суда повлияли показания двух тайных свидетелей. Одним из них был Милош Ханак, бывший посол Чехословакии в Турции. Наум Эйтингон, прибыв в Турцию под именем Леонида Наумова, предложил Ханаку организовать убийство фон Папена, поручив это одному из чехословацких студентов, учившихся в Турции. Но Ханак отказался и позже сообщил об этом разговоре турецким властям. Другим тайным свидетелем был Исмаил Ахмедов, сотрудник советской разведки в Стамбуле, работавший под именем Георгий Николаев, который был объявлен виновником неудавшегося покушения на фон Папена и 3 мая 1942 года попросил у турецких властей убежища.
Через два года, когда военное положение Германии сильно ухудшилось, Корнилов и Павлов (Мордвинов) были освобождены и переданы Советскому Союзу. Освобождением арестованных занимались непосредственно первый заместитель министра иностранных дел Вышинский, заместитель министра иностранных дел Деканозов, а также известный в то время юрист Лев Шейнин.
Для начальника 4-го отделения НКВД Павла Судоплатова и других сотрудников, задействованных в операции (с трудом удалось отстоять участников операции перед Сталиным), провал покушения, в целом, остался без последствий.